# Stanisław Jordan (zm. ok. 1689)
Stanisław Jordan herbu Trąby (zm. ok. 1689 roku) – miecznik chełmski w latach 1667-1685.
Był elektorem Michała Korybuta Wiśniowieckiego z województwa sandomierskiego w 1669 roku.